# InnoTrans

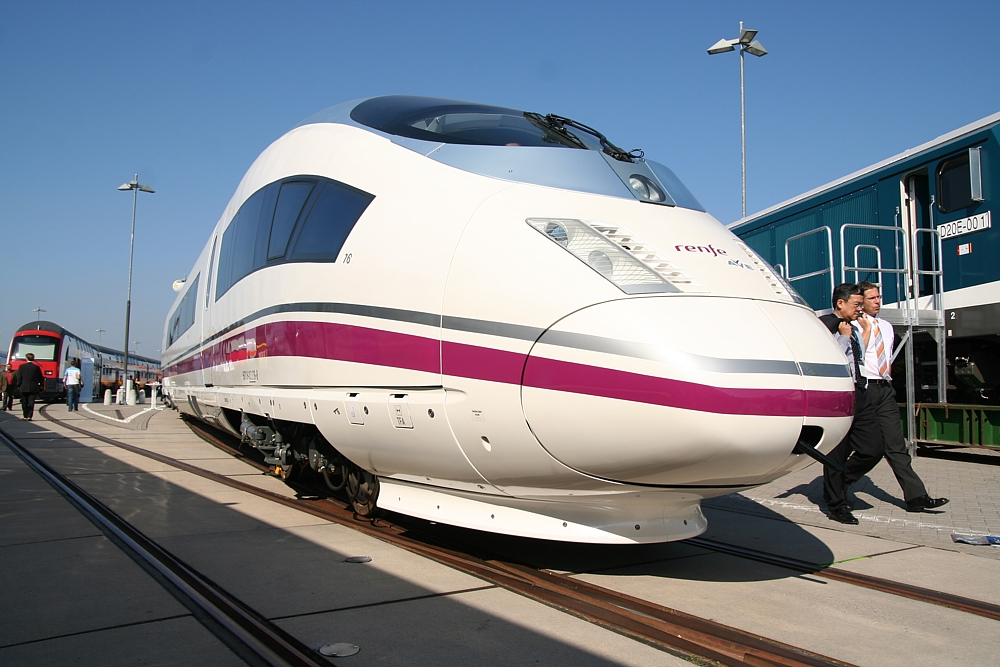
Az új spanyol Siemens Velaro a 2006-os Innotranson

Az InnoTrans egy kétévente szeptemberben Berlinben megrendezett nemzetközi vasútijármű- és közlekedéstechnikai kiállítás, helyileg a berlini vásár területén megrendezve. Először 1996-ban rendezték meg, mára a legnagyobb és legfontosabb összejövetel ezen a szakterületen. Az InnoTrans fő profilja a kötöttpályás járművek kiállítása, valamint ezek alkatrészeinek bemutatása. További kiállítási lehetőséget kapnak az infrastrukturális, alagútépítési, információfeldolgozási és -átviteli, utastájékoztatási technológiák.
A 2008-as kiállítás szeptember 23 és 26 között volt.

## Célcsoportok
Fő célcsoportjai a kiállításnak a közlekedési vállalatok, járműgyártók, építkezési cégek, üzletemberek és a közlekedési sajtó.  A szakmai látogatókon kívül, a szakmai napok utáni hétvégén a vasútbarátok is megtekinthetik a szabadtéren kiállított járműveket.

## Adatok

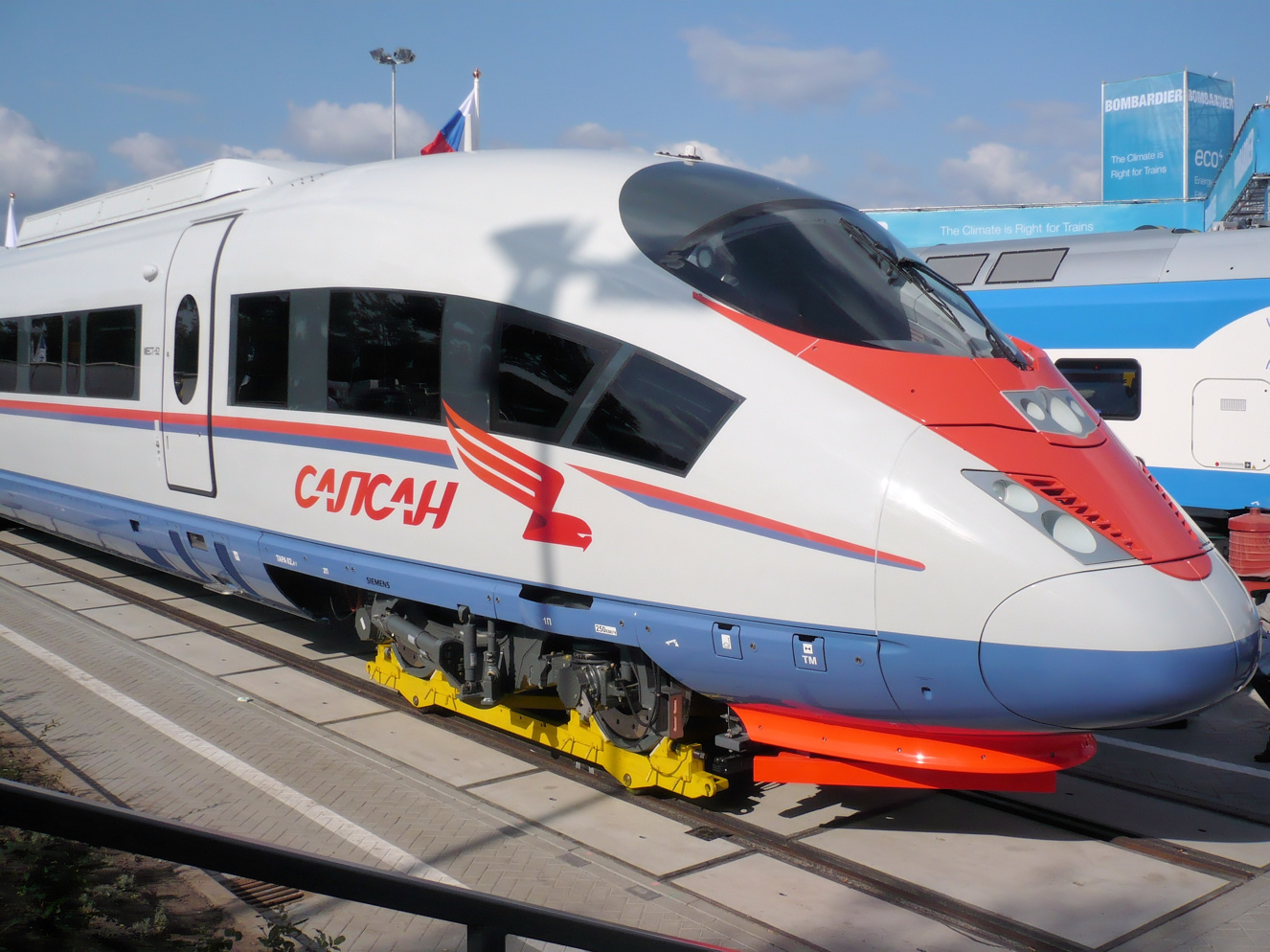
Az orosz nagysebességű Velaro RUS motorvonat a 2008-as Innotranson

2008:
- 1 912 kiállító 41 országból
- 86 519 szakmai látogató több mint 100 országból
- 150 000 m² kiállítási terület, 3500 méter kiállítási vágányhossz
- 25 000 privát látogató a nyitott hétvégén
- 91 kiállított jármű, 2 milliárd euró értékű szerződéskötés

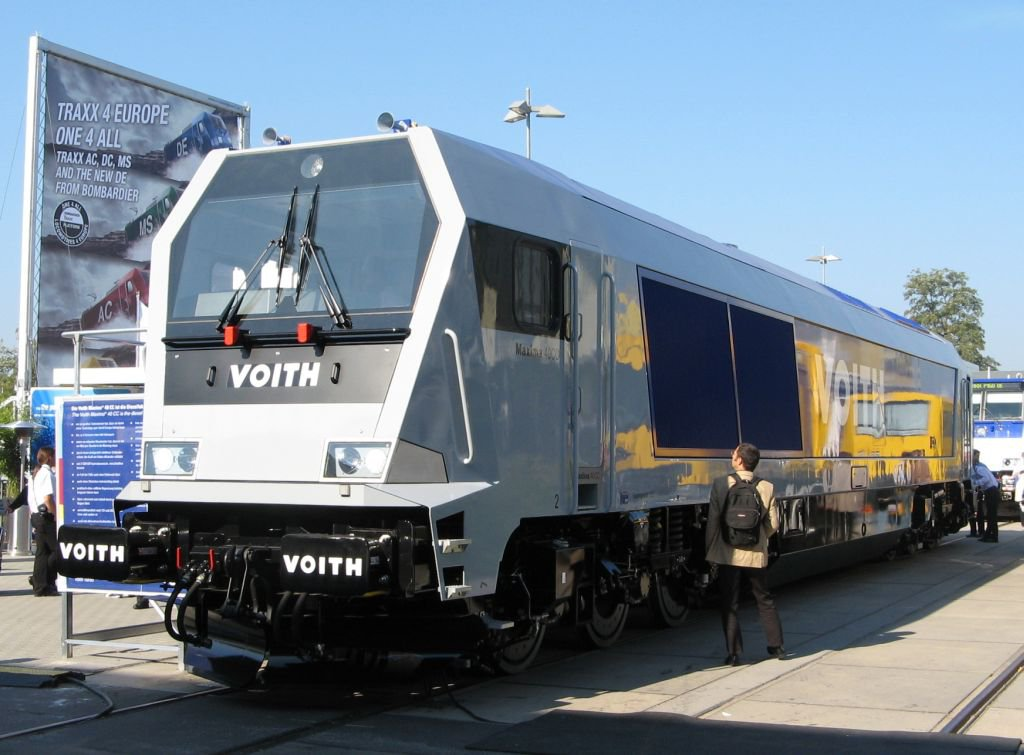
Voith Maxima dízelmozdony a 2006-os Innotranson

2006:
- 1 606 kiállító 41 országból (50% külföldről)
- 65 000 szakmai látogató 90 országból
- 25 000 privát látogató a hétvégén
- több mint 100 000 m² kiállítási terület, 2 000 m vágányhossz

2004:
- 1 369 kiállító 35 országból
- 46 000 szakmai látogató
- 21 000 privát látogató a hétvégén
- 82 000 m² kiállítási terület, 2000 m vágányhossz

2002:
- 1 045 kiállító 30 országból
- 30 000 szakmai látogató
- 30 000 privát látogató a hétvégén
- 50 000 m² kiállítási terület